# Adam Brzezina
Adam Brzezina (ur. 30 października 1978 w Trzyńcu) – czeski napastnik, grający niegdyś w Podbeskidziu Bielsko-Biała.